# Liste des Playmates des années 1990
La Playmate of the Month, ou Miss, est une femme désignée chaque mois par le magazine Playboy. Elle apparaît sur le dépliant central du magazine, appelé centerfold.
La Playmate of the Year est quant à elle désignée chaque année parmi les 12 Playmates of the Month de l'année précédente.
Dans cette liste, le drapeau indique le pays de naissance de la playmate, non sa nationalité. 

## Parannéeet parmois

### 1990
Playmate of the Year : Renee Tenison, Miss November 1989
| Miss           | Playmate          | Née le     | Lieu de naissance                   | Décès le | Photos                      | Remarques |
| -------------- | ----------------- | ---------- | ----------------------------------- | -------- | --------------------------- | --------- |
| Miss January   | Peggy McIntaggart | 06/09/1961 | Midland, Ontario                    |          | Arny Freytag                |           |
| Miss February  | Pamela Anderson   | 01/07/1967 | Ladysmith, Colombie Britannique     |          | Arny Freytag, Stephen Wayda |           |
| Miss March     | Deborah Driggs    | 13/12/1967 | Oakland, Californie                 |          | Richard Fegley              |           |
| Miss April     | Lisa Matthews     | 24/07/1969 | Peoria, Illinois                    |          | Arny Freytag                | PMOY 1991 |
| Miss May       | Tina Bockrath     | 30/06/1967 | Dayton, Ohio                        |          | Pompeo Posar, Arny Freytag  |           |
| Miss June      | Bonnie Marino     | 20/12/1961 | Cleveland, Ohio                     |          | Kim Mizuno, Richard Fegley  |           |
| Miss July      | Jacqueline Sheen  | 03/03/1963 | Dallas, Texas                       |          | Stephen Wayda               |           |
| Miss August    | Melissa Evridge   | 02/11/1968 | Lexington, Kentucky                 |          | Richard Fegley              |           |
| Miss September | Kerri Kendall     | 25/09/1970 | San Diego, Californie               |          | Stephen Wayda               |           |
| Miss October   | Brittany York     | 26/02/1965 | Londres, Angleterre                 |          | Arny Freytag                |           |
| Miss November  | Lorraine Olivia   | 02/02/1968 | Geneva, Illinois                    |          | Arny Freytag                |           |
| Miss December  | Morgan Fox        | 28/05/1970 | Prince George, Colombie Britannique |          | Stephen Wayda               |           |

Playmates de 1990
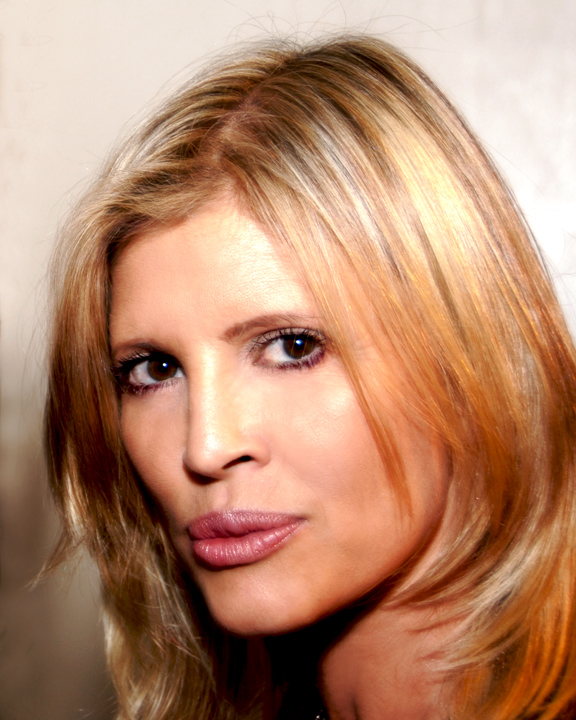
Peggy McIntaggart
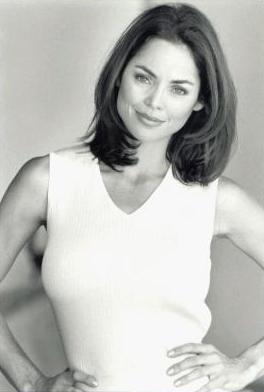
Deborah Driggs
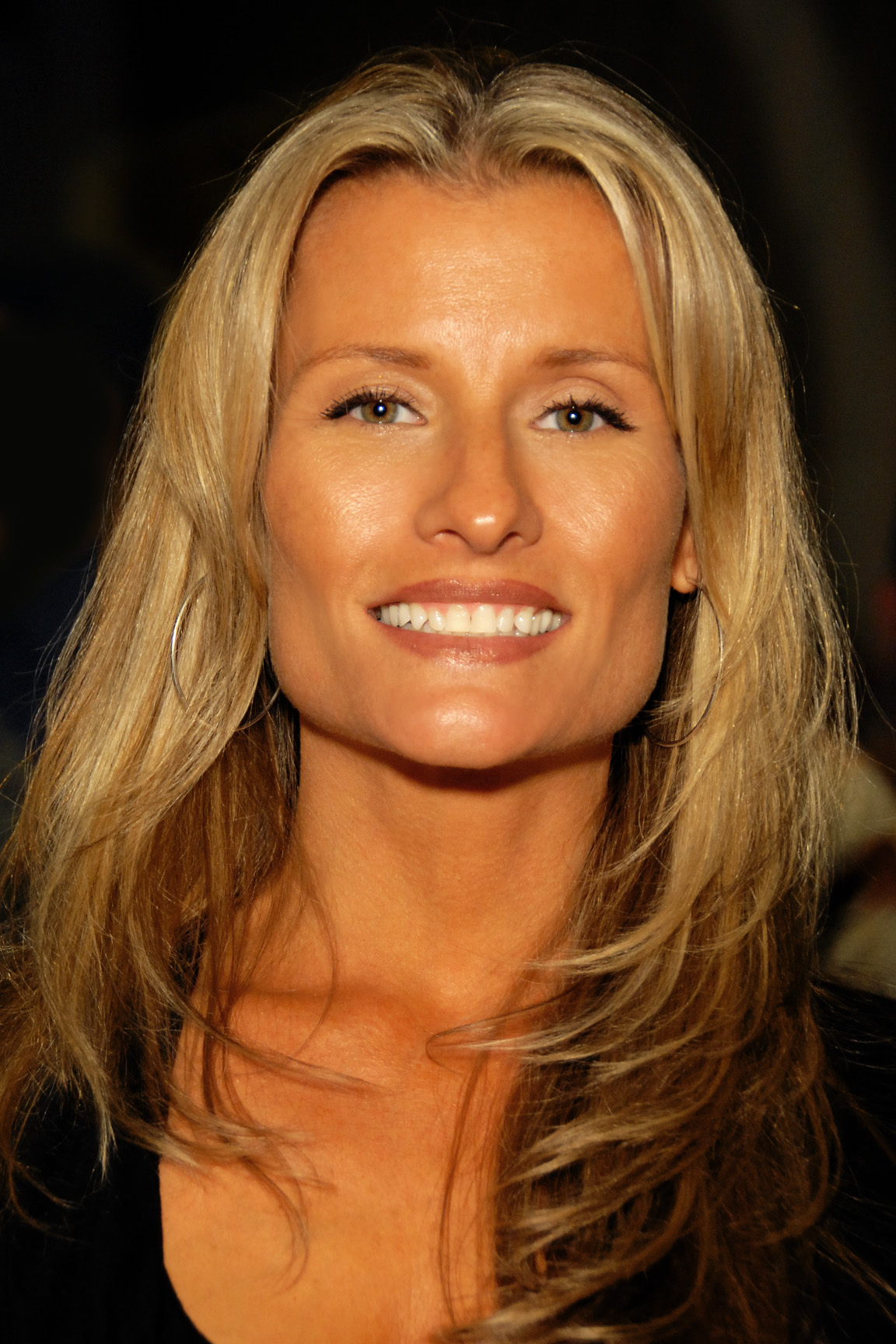
Kerri Kendall
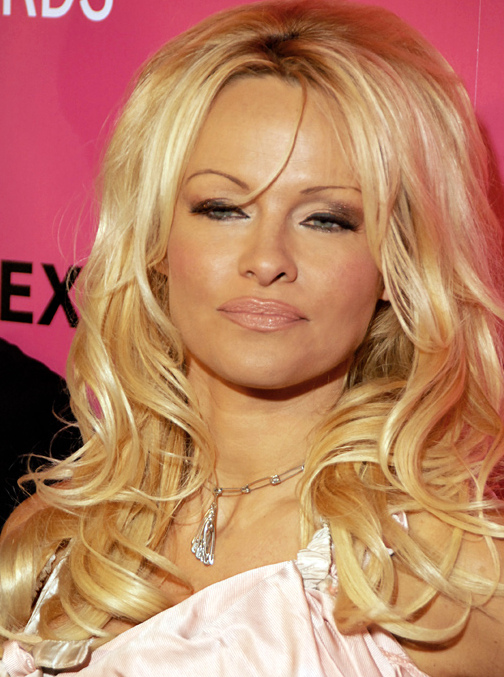
Pamela Anderson

### 1991
Playmate of the Year : Lisa Matthews, Miss April 1990
| Miss           | Playmate           | Née le     | Lieu de naissance            | Décès le       | Photos                       | Remarques |
| -------------- | ------------------ | ---------- | ---------------------------- | -------------- | ---------------------------- | --------- |
| Miss January   | Stacy Leigh Arthur | 04/06/1968 | Naperville, Illinois         | 05/04/2019 (?) | Arny Freytag                 |           |
| Miss February  | Cristy Thom        | 08/09/1971 | Los Angeles, Californie      |                |                              |           |
| Miss March     | Julie Clarke       | 11/08/1971 | Tuckson, Arizona             |                | Arny Freytag                 |           |
| Miss April     | Chrstina Leardini  | 22/01/1969 | St. Petersburg, Floride      |                | Richard Fegley               |           |
| Miss May       | Carrie Yazel       | 30/09/1969 | Huntington Beach, Californie |                | Stephen Wayda                |           |
| Miss June      | Saskia Linssen     | 16/02/1970 | Venlo, Pays-Bas              |                | Richard Fegley, Byron Newman |           |
| Miss July      | Wendy Kaye         | 05/05/1972 | Memphis, Tennessee           |                | Arny Freytag / Stephen Wayda |           |
| Miss August    | Corinna Harney     | 20/02/1972 | Bremerhaven, Allemagne       |                | Richard Fegley               | PMOY 1992 |
| Miss September | Samantha Dorman    | 21/03/1968 | Lakeland, Floride            |                | Richard Fegley               |           |
| Miss October   | Cheryl Bachman     | 18/11/1969 | Jacksonville, Floride        |                | Arny Freytag, Stephen Wayda  |           |
| Miss November  | Tonja Christensen  | 03/09/1971 | Salt Lake City, Utah         |                | Stephen Wayda                |           |
| Miss December  | Wendy Hamilton     | 20/12/1967 | Detroit, Michigan            |                | Stephen Wayda                |           |

Playmates de 1991
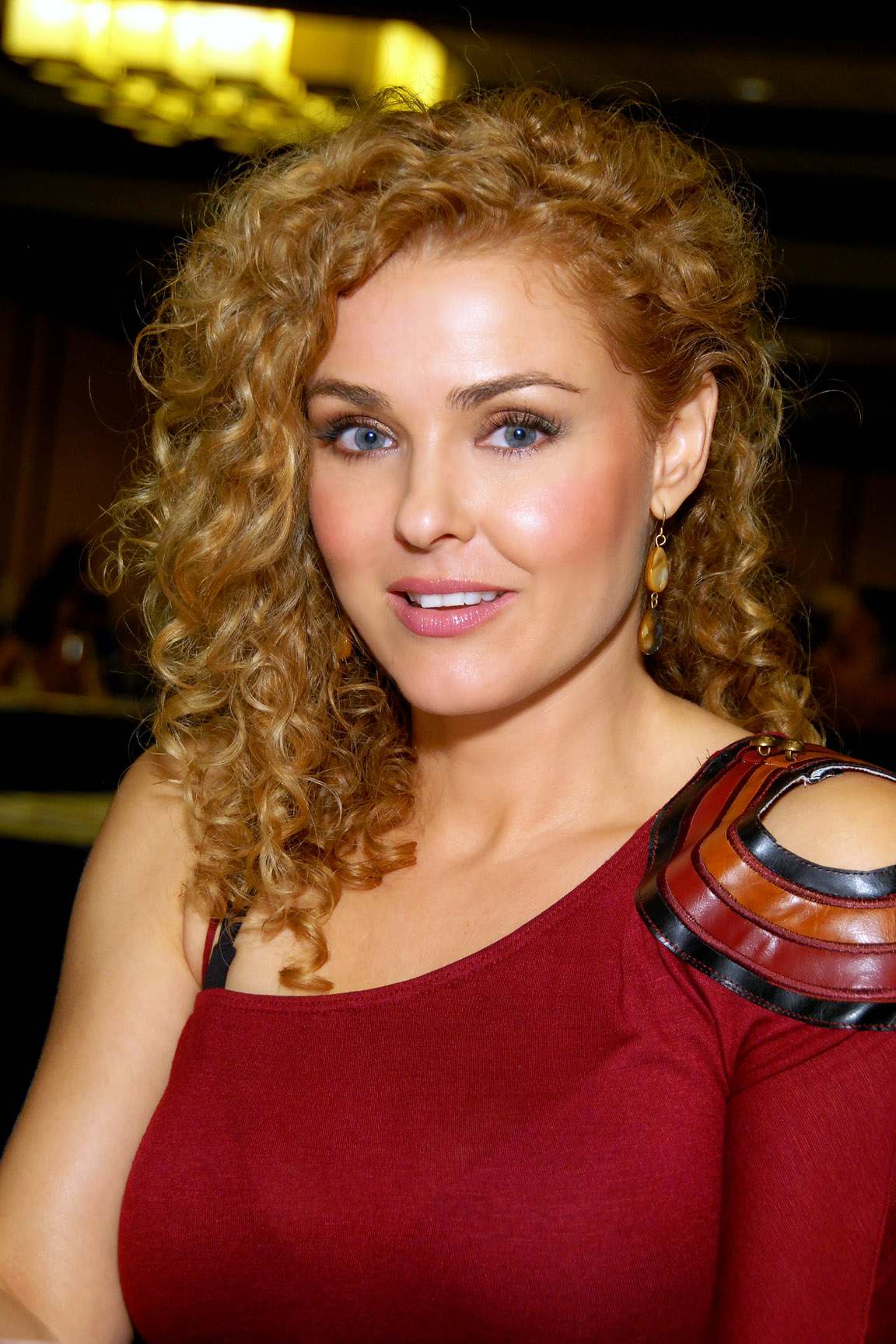
Corinna Harney
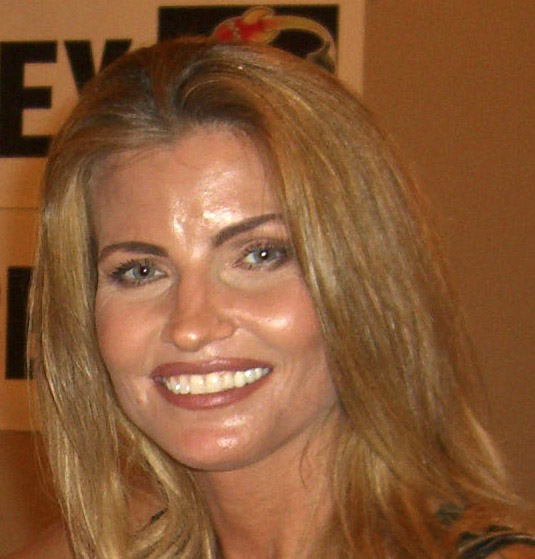
Cheryl Bachman

### 1992
Playmate of the Year : Corinna Harney, Miss August 1991
| Miss           | Playmate        | Née le     | Lieu de naissance         | Décès le   | Photos                       | Remarques |
| -------------- | --------------- | ---------- | ------------------------- | ---------- | ---------------------------- | --------- |
| Miss January   | Suzi Simpson    | 16/11/1968 | Athènes, Grèce            |            | David Mecey, Stephen Wayda   |           |
| Miss February  | Tanya Beyer     | 04/06/1971 | St. Paul, Minnesota       |            | Stephen Wayda                |           |
| Miss March     | Tylyn John      | 31/07/1966 | Encino, Californie        |            | Arny Freytag, Stephen Wayda  |           |
| Miss April     | Cady Cantrell   | 12/09/1972 | Lanett, Alabama           |            | Richard Fegley               |           |
| Miss May       | Vicky Smith     | 28/11/1967 | Houston, Texas            | 08/02/2007 | Stephen Wayda                | PMOY 1993 |
| Miss June      | Angela Melini   | 25/07/1969 | Saïgon, Vietnam           |            | Arny Freytag                 |           |
| Miss July      | Amanda Hope     | 23/08/1969 | Austin, Texas             |            | Arny Freytag / Byron Newman  |           |
| Miss August    | Ashley Allen    | 07/02/1968 | San Antonio, Texas        |            | Arny Freytag / Stephen Wayda |           |
| Miss September | Morena Corwin   | 24/10/1969 | Séoul, Corée du Sud       |            | Richard Fegley               |           |
| Miss October   | Tiffany Sloan   | 29/05/1973 | Orange County, Californie | 01/11/2008 | Arny Freytag, Stephen Wayda  |           |
| Miss November  | Srephanie Adams | 24/07/1970 | Orange, New Jersey        | 18/05/2018 | Richard Fegley               |           |
| Miss December  | Barbara Moore   | 21/04/1968 | Spokane, Washington       |            | Stephen Wayda                |           |

Playmates de 1992
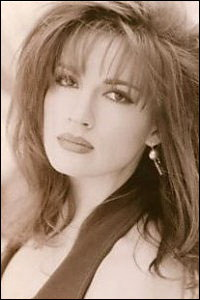
Tylyn John
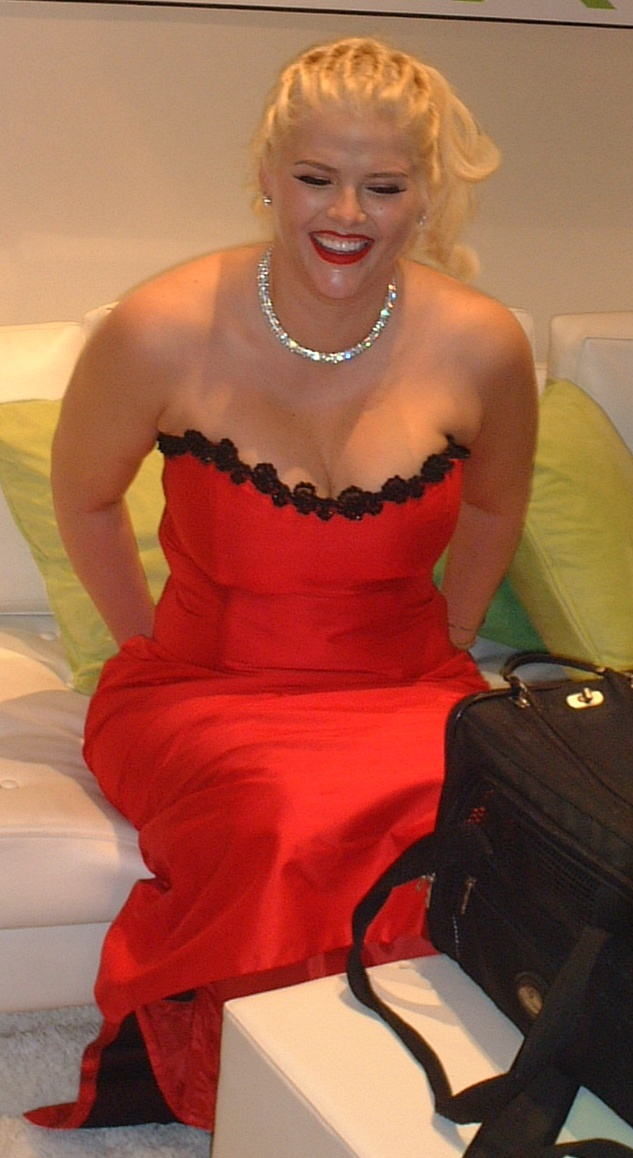
Anna Nicole Smith
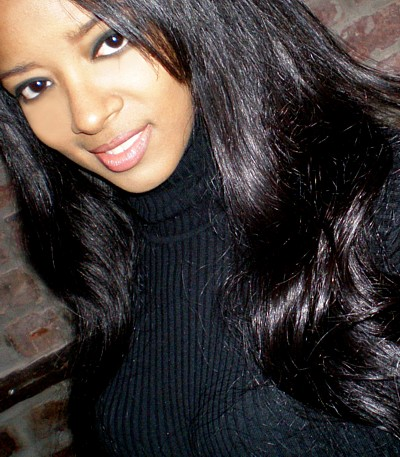
Stephanie Adams
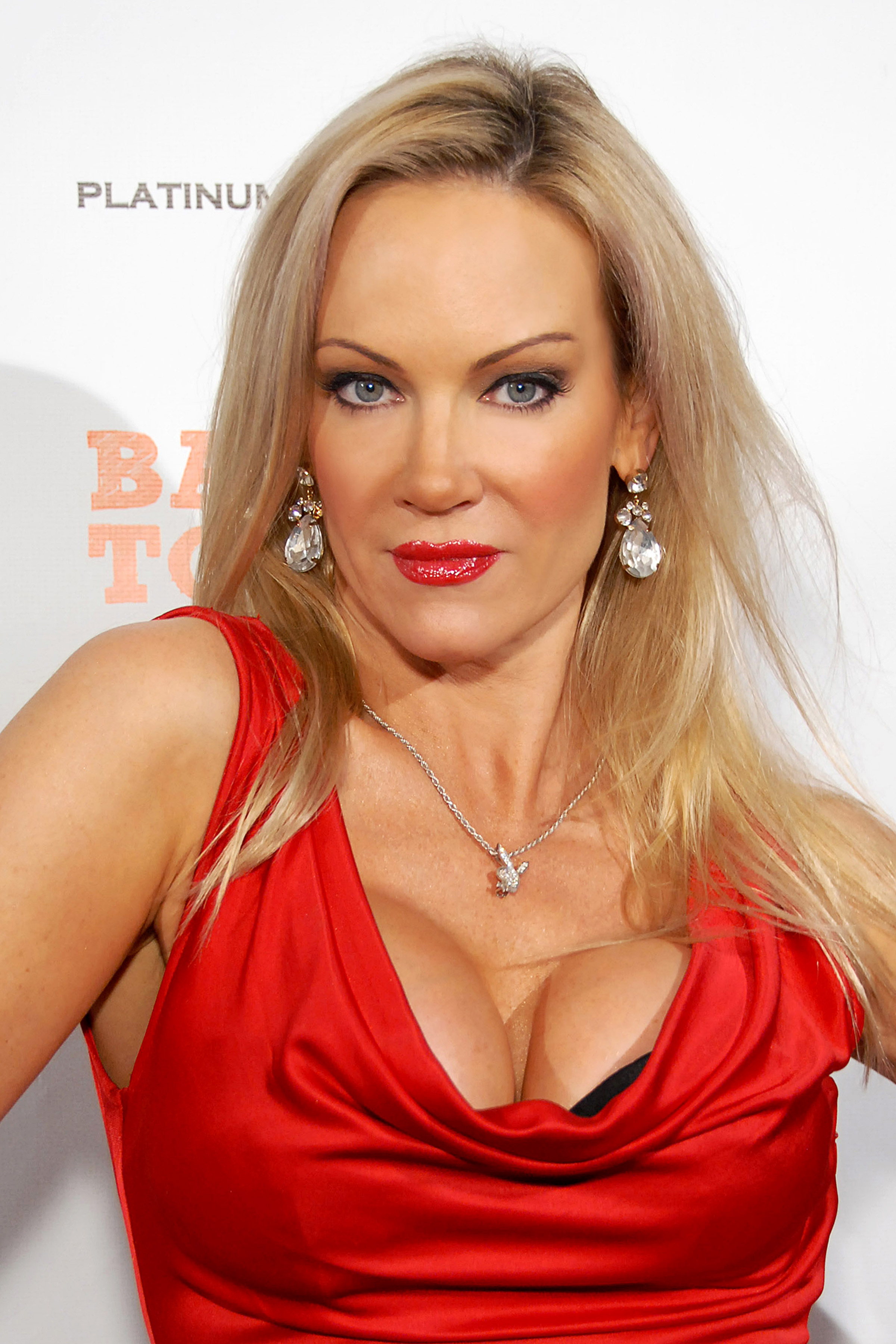
Barbara Moore

### 1993
Playmate of the Year : Anna Nicole Smith, Miss May 1992
| Miss           | Playmate           | Née le     | Lieu de naissance       | Décès le   | Photos                      | Remarques |
| -------------- | ------------------ | ---------- | ----------------------- | ---------- | --------------------------- | --------- |
| Miss January   | Echo Johnson       | 11/01/1974 | Austin, Texas           |            | Arny Freytag, Greg Gorman   |           |
| Miss February  | Jennifer LeRoy     | 07/01/1974 | Craig, Connecticut      |            | Arny Freytag, Stephen Wayda |           |
| Miss March     | Kimberly Donley    | 15/12/1965 | Aurora, Illinois        |            | Arny Freytag, Stephen Wayda |           |
| Miss April     | Nicole Wood        | 04/02/1970 | Canton, Ohio            |            | Richard Fegley              |           |
| Miss May       | Elke Jeinsen       | 25/07/1966 | Hanovre, Allemagne      |            | Arny Freytag                |           |
| Miss June      | Alesha Oreskovich  | 21/05/1972 | Tampa, Floride          |            | Richard Fegley              |           |
| Miss July      | Leisa Sheridan     | 28/05/1964 | Omaha, Nevada           |            | Arny Freytag, Stephen Wayda |           |
| Miss August    | Jennifer J. Lavoie | 25/02/1971 | Nashua, New Hampshire   |            | Richard Fegley              |           |
| Miss September | Carrie Westcott    | 12/12/1969 | Mission Hills, Kansas   |            | Arny Freytag                |           |
| Miss October   | Jenny McCarthy     | 01/11/1972 | Chicago, Illinois       |            | Pompeo Posar                | PMOY 1994 |
| Miss November  | Julianna Young     | 19/09/1960 | Fort Campbell, Kentucky |            | Arny Freytag, Stephen Wayda |           |
| Miss December  | Arlene Baxter      | 27/11/1962 | Oceanside, Californie   | 06/10/2024 | Arny Freytag, Stephen Wayda |           |

Playmates de 1993
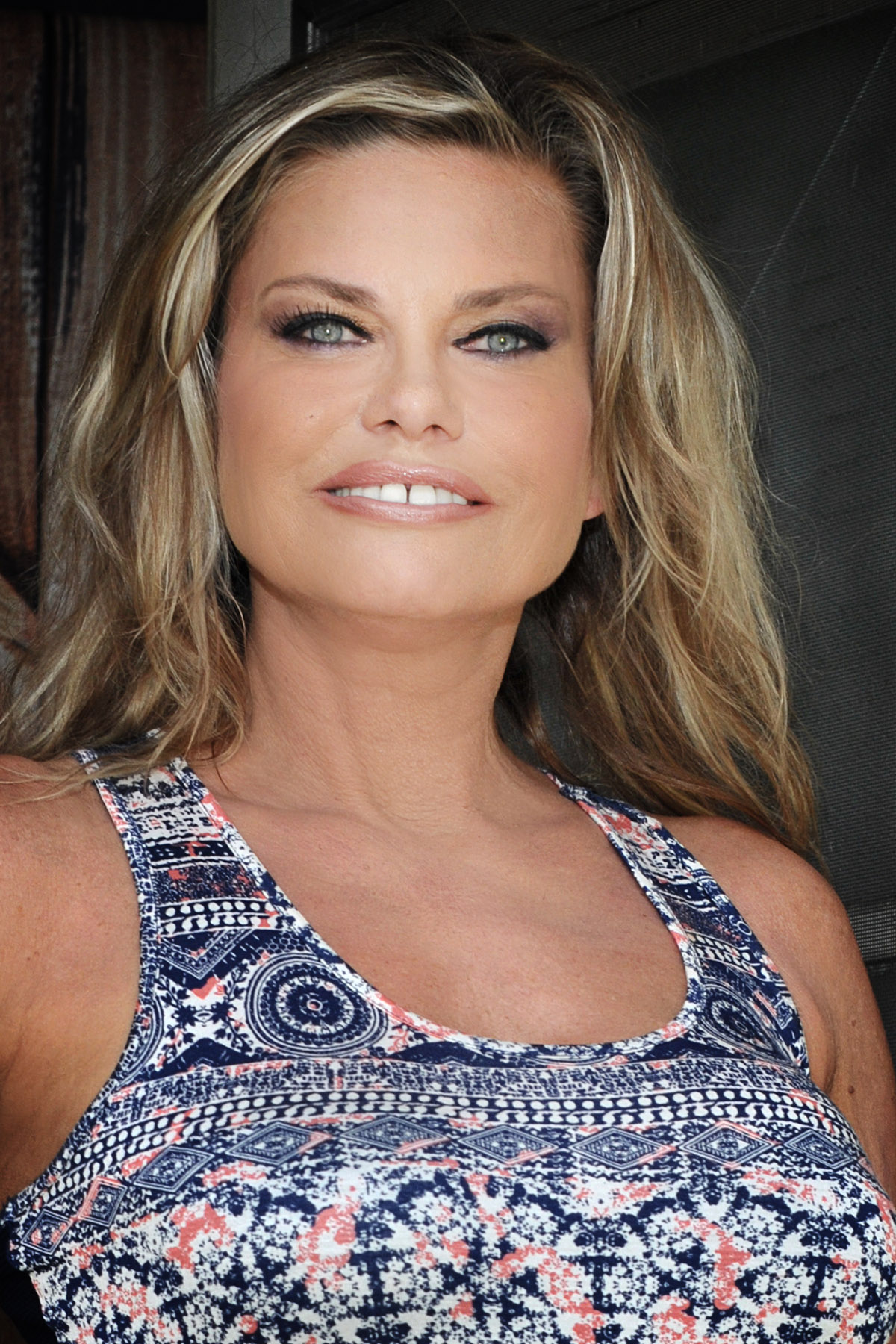
Elke Jeinsen
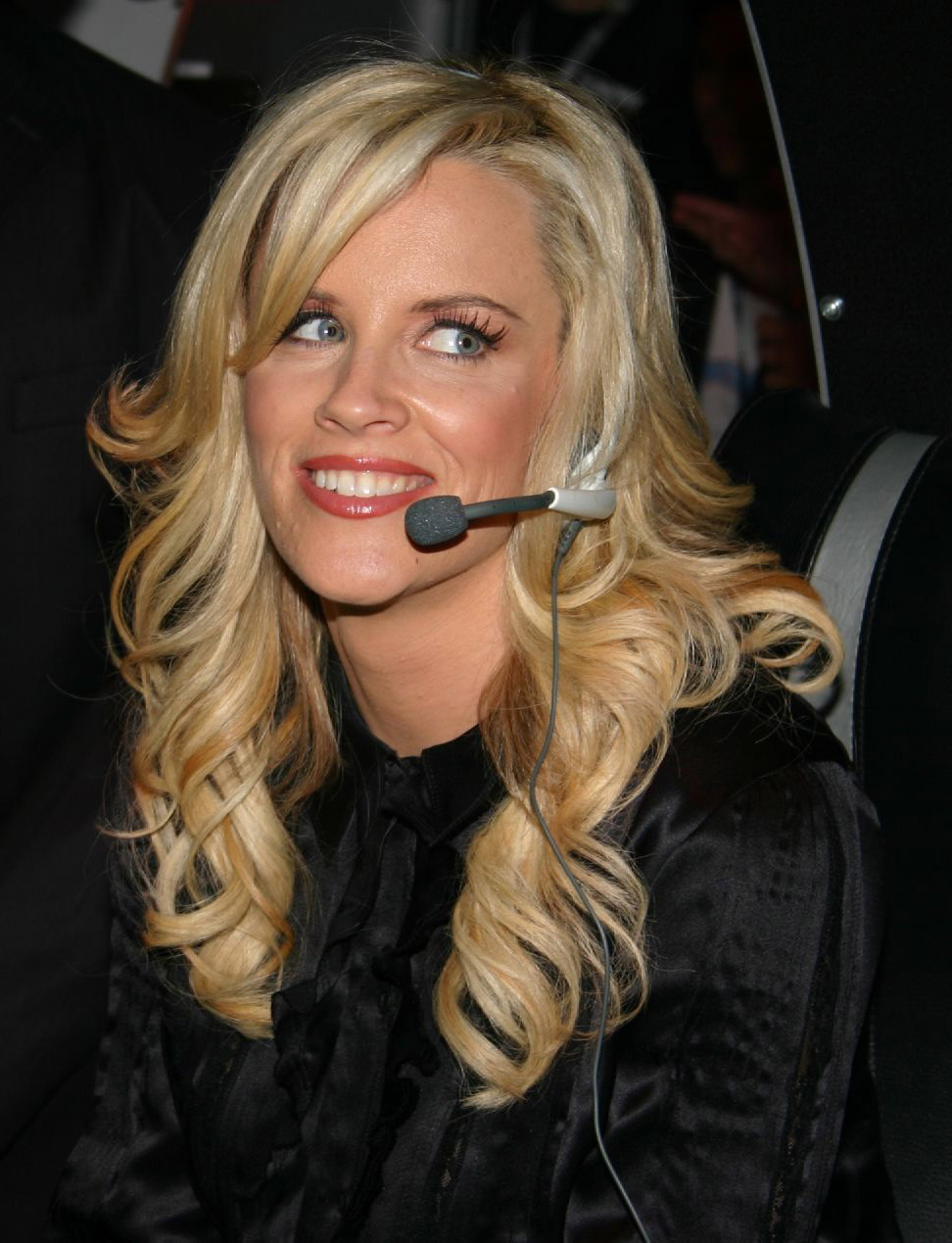
Jenny McCarthy

### 1994
Playmate of the Year : Jenny McCarthy, Miss October 1993
| Miss           | Playmate             | Née le     | Lieu de naissance              | Décès le   | Photos                      | Remarques             |
| -------------- | -------------------- | ---------- | ------------------------------ | ---------- | --------------------------- | --------------------- |
| Miss January   | Anna-Marie Goddard   | 13/01/1970 | Ysbrechtum, Pays-Bas           |            | Arny Freytag                | Playmate anniversaire |
| Miss February  | Julie Cialini        | 14/11/1970 | Rochester, New York            |            | Richard Fegley              | PMOY 1995             |
| Miss March     | Neriah Davis         | 12/10/1972 | Los Angeles, Californie        |            | Stephen Wayda               |                       |
| Miss April     | Becky DelosSantos    | 16/08/1969 | Boston, Massachusetts          |            | Arny Freytag                |                       |
| Miss May       | Shae Marks           | 01/06/1972 | La Nouvelle Orléans, Louisiane |            | Arny Freytag                |                       |
| Miss June      | Elan Carter          | 03/07/1969 | Nutley, New Jersey             |            | Stephen Wayda               |                       |
| Miss July      | Traci Adell          | 17/02/1969 | La Nouvelle Orléans, Louisiane |            | Arny Freytag, Stephen Wayda |                       |
| Miss August    | Maria Checa          | 29/07/1970 | Bogota, Colombie               |            | Richard Fegley              |                       |
| Miss September | Kelly Gallagher (en) | 21/11/1967 | Myrtle Beach, Caroline du Sud  |            | Arny Freytag, Stephen Wayda |                       |
| Miss October   | Victoria Zdrok       | 03/03/1973 | Kiev, Ukraine                  |            | Richard Fegley              |                       |
| Miss November  | Donna Perry          | 02/03/1971 | Glendale, Californie           |            | Arny Freytag                |                       |
| Miss December  | Elisa Bridges        | 24/05/1973 | Miami, Floride                 | 07/02/2002 | Richard Fegley              |                       |

Playmates de 1994
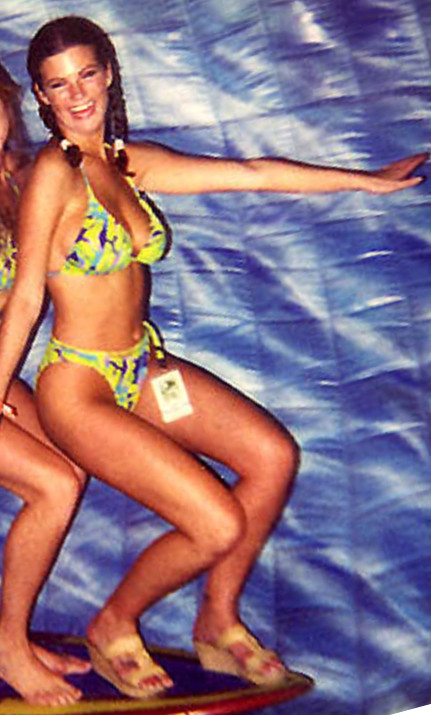
Becky DelosSantos
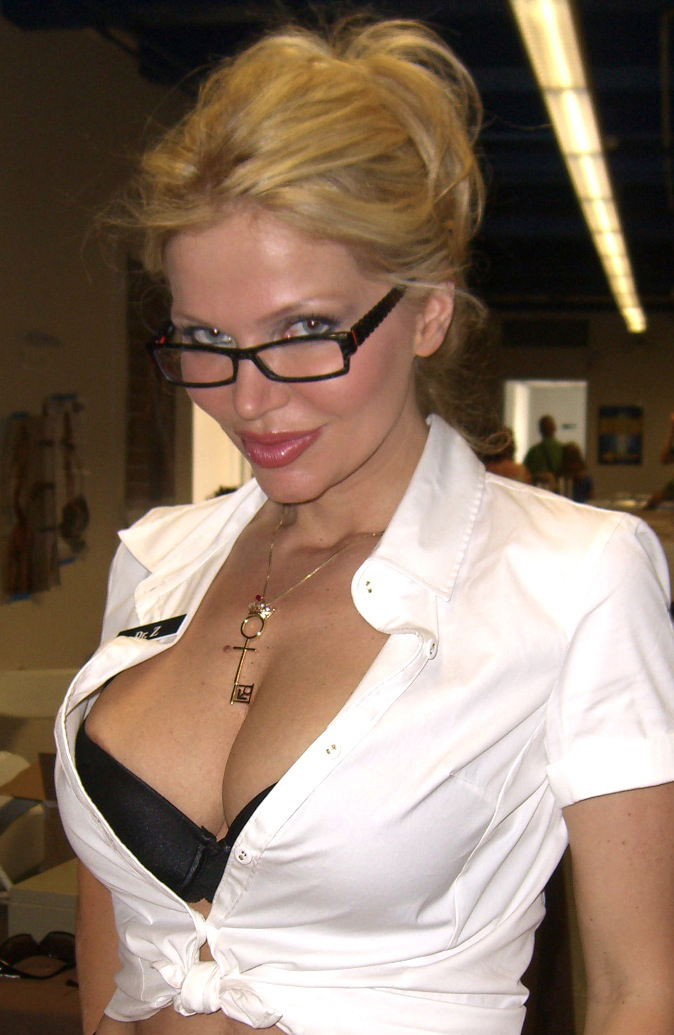
Victoria Zdrok
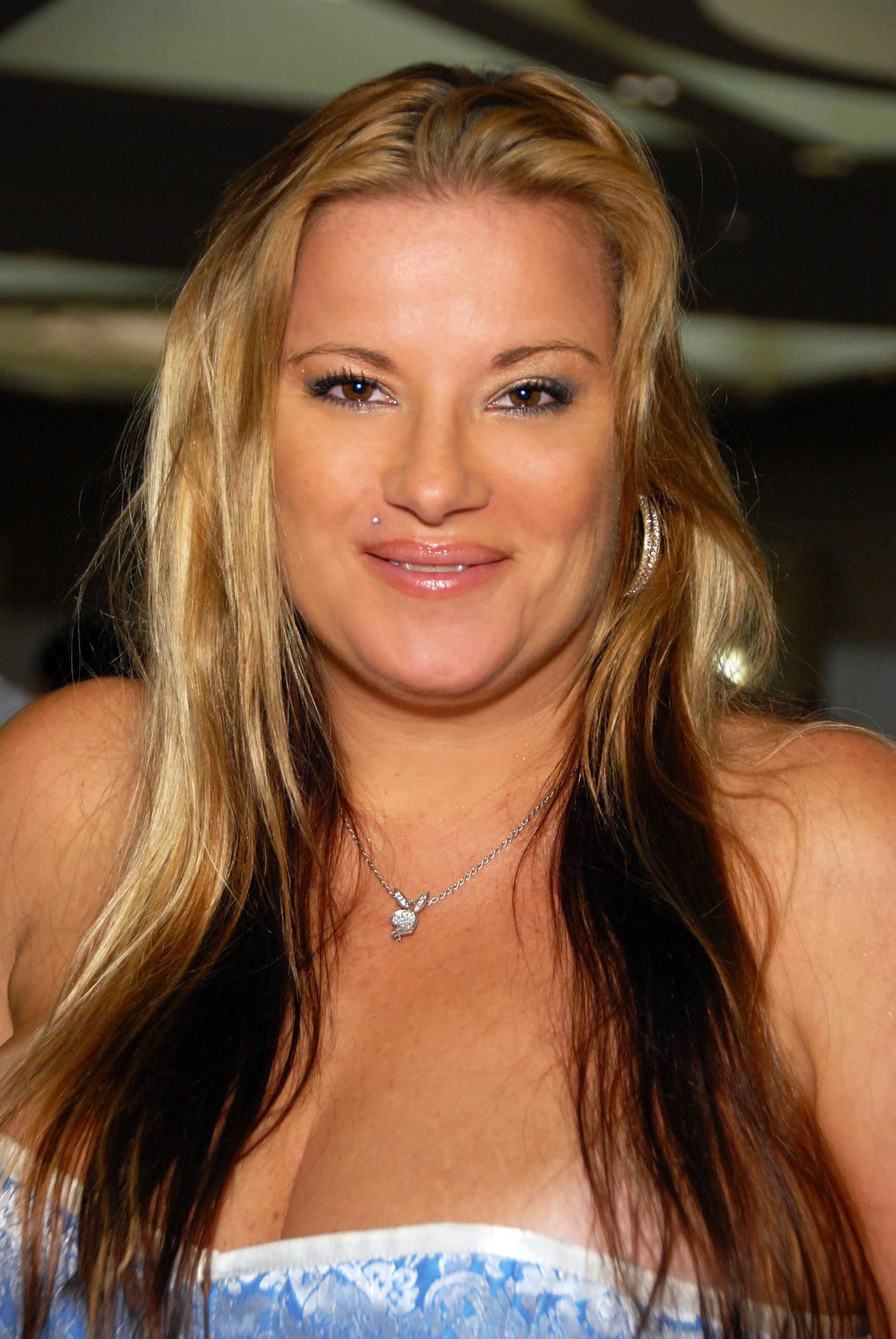
Donna Perry

### 1995
Playmate of the Year : Julie Cialini, Miss February 1994
| Miss           | Playmate            | Née le     | Lieu de naissance          | Décès le | Photos                      | Remarques |
| -------------- | ------------------- | ---------- | -------------------------- | -------- | --------------------------- | --------- |
| Miss January   | Melissa Holliday    | 30/10/1969 | Greenwood, Caroline du Sud |          | Richard Fegley              |           |
| Miss February  | Lisa Marie Scott    | 01/02/1974 | Pensacola, Floride         |          | Arny Freytag                |           |
| Miss March     | Stacy Sanches       | 01/09/1973 | Dallas, Texas              |          | Arny Freytag                | PMOY 1996 |
| Miss April     | Danelle Folta       | 19/04/1969 | Hammond, Indiana           |          | Richard Fegley              |           |
| Miss May       | Cyndi Brown         | 25/11/1974 | San Jose, Californie       |          | Arny Freytag                |           |
| Miss June      | Rhonda Adams        | 27/11/1971 | Columbus, Géorgie          |          | Richard Fegley              |           |
| Miss July      | Heidi Mark          | 18/02/1971 | Columbus, Ohio             |          | Stephen Wayda               |           |
| Miss August    | Rachel Jean Marteen | 31/01/1970 | Atlanta, Géorgie           |          | Richard Fegley              |           |
| Miss September | Donna D'Errico      | 30/03/1968 | Dothan, Alabama            |          | Richard Fegley              |           |
| Miss October   | Alicia Rickter      | 21/09/1972 | Long Beach, Californie     |          | Arny Freytag, Stephen Wayda |           |
| Miss November  | Holly Witt          | 10/12/1968 | Lima, Pennsylvanie         |          | Arny Freytag, Stephen Wayda |           |
| Miss December  | Samantha Torres     | 06/10/1973 | Ibiza, Espagne             |          | Arny Freytag, Stephen Wayda |           |

Playmates de 1995
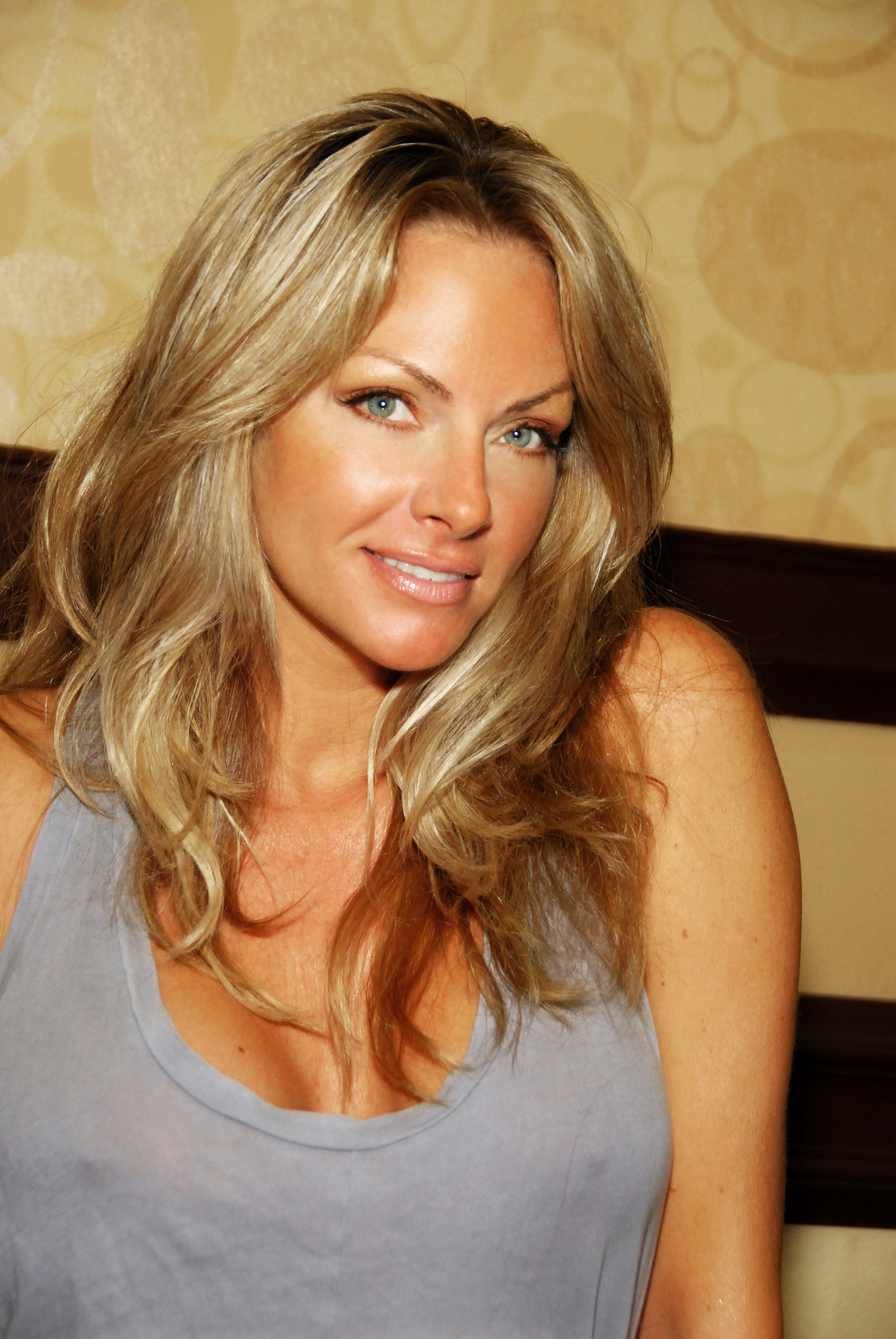
Stacy Sanches
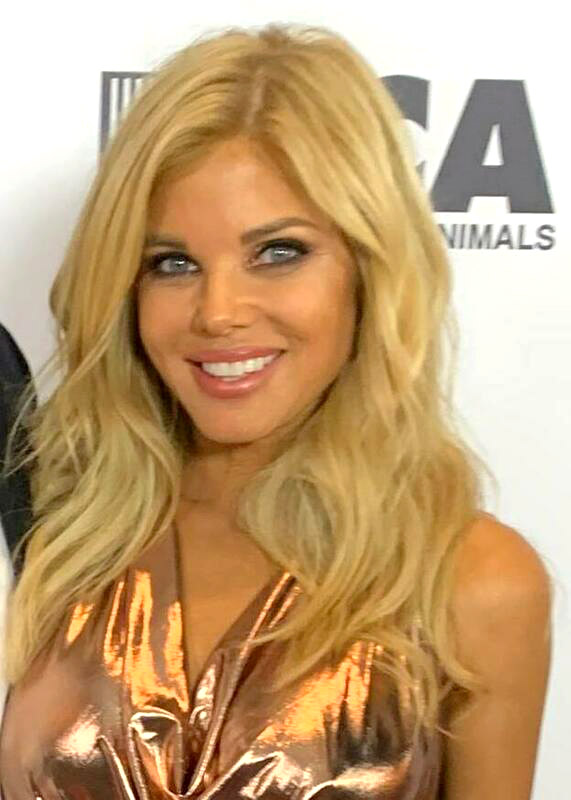
Donna D'Errico

### 1996
Playmate of the Year : Stacy Sanches, Miss March 1995
| Miss           | Playmate           | Née le     | Lieu de naissance         | Décès le | Photos                      | Remarques |
| -------------- | ------------------ | ---------- | ------------------------- | -------- | --------------------------- | --------- |
| Miss January   | Victoria Fuller    | 11/12/1970 | Santa Barbara, Californie |          | Stephen Wayda               |           |
| Miss February  | Kona Carmack       | 01/10/1976 | Honolulu, Hawaï           |          | Richard Fegley              |           |
| Miss March     | Priscilla Taylor   | 15/08/1971 | Miami, Floride            |          | Richard Fegley              |           |
| Miss April     | Gillian Bonner     | 03/02/1966 | Athens, Géorgie           |          | Richard Fegley              |           |
| Miss May       | Shauna Sand        | 02/09/1971 | San Diego, Californie     |          | Stephen Wayda               |           |
| Miss June      | Karin Taylor       | 28/11/1971 | Kingston, Jamaïque        |          | Arny Freytag                |           |
| Miss July      | Angel Boris        | 02/08/1974 | Fort Lauderdale, Floride  |          | Richard Fegley              |           |
| Miss August    | Jessica Lee        | 18/02/1975 | Binghamton, New York      |          | Arny Freytag                |           |
| Miss September | Jennifer Allan     | 14/05/1974 | Las Vegas, Nevada         |          | Richard Fegley              |           |
| Miss October   | Nadine Chanz       | 17/04/1972 | Hildesheim, Allemagne     |          | Arny Freytag, Stephen Wayda |           |
| Miss November  | Ulrika Ericsson    | 10/09/1970 | Gaevle, Suède             |          | Arny Freytag, Stephen Wayda |           |
| Miss December  | Victoria Silvstedt | 06/10/1973 | Skellefteå, Suède         |          | Arny Freytag                | PMOY 1997 |

Playmates de 1996
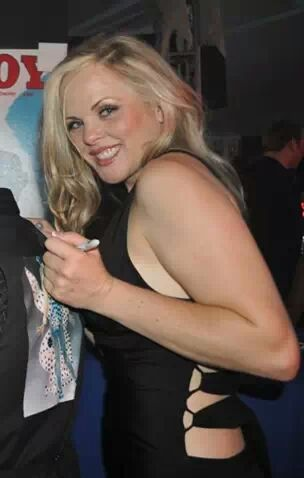
Victoria Fuller
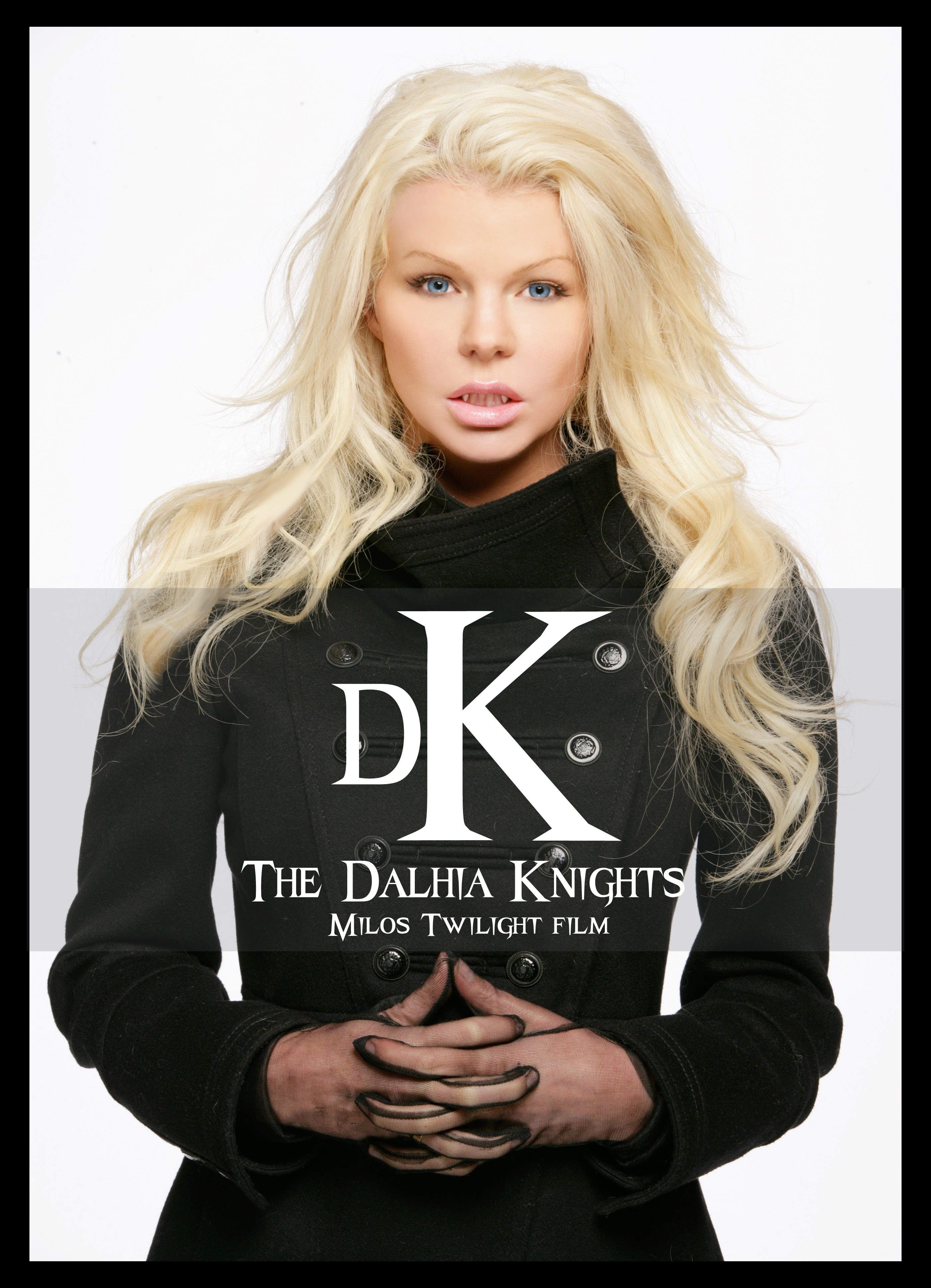
Priscilla Taylor
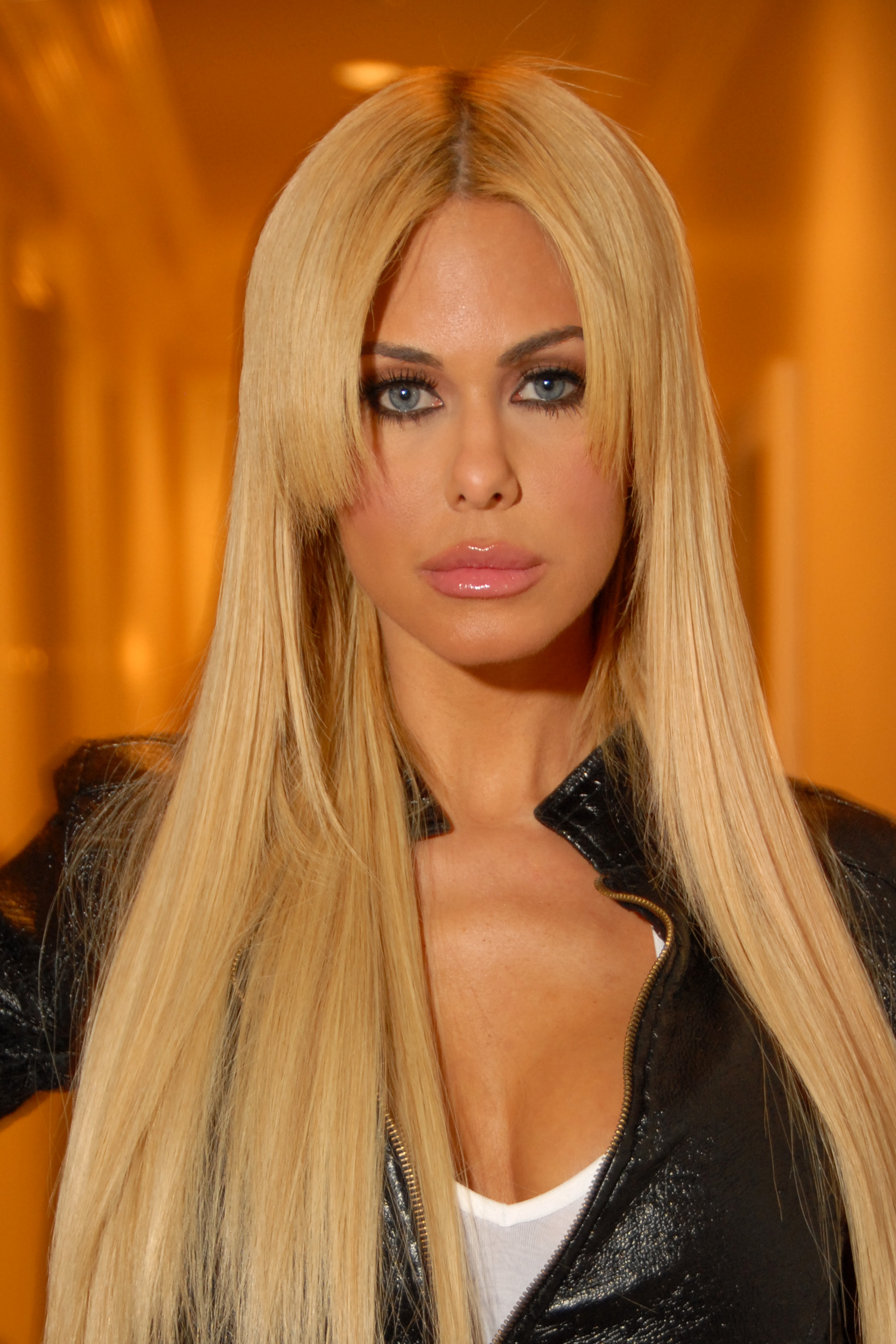
Shauna Sand
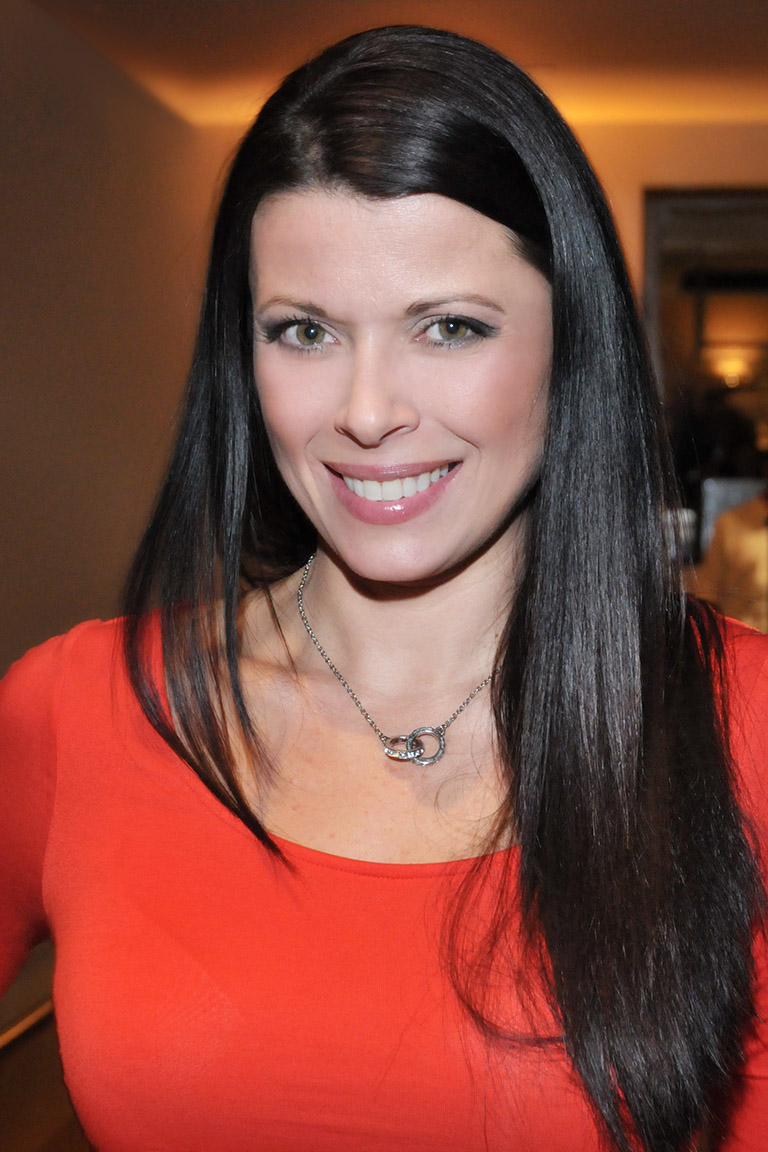
Angel Boris
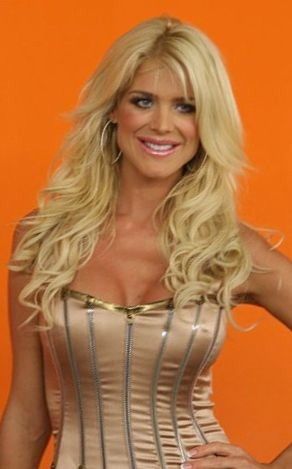
Victoria Silvstedt

### 1997
Playmate of the Year : Victoria Silvstedt, Miss December 1996
| Miss           | Playmate        | Née le     | Lieu de naissance          | Décès le | Photos                        | Remarques |
| -------------- | --------------- | ---------- | -------------------------- | -------- | ----------------------------- | --------- |
| Miss January   | Jami Ferrell    | 20/06/1974 | Muncie, Indiana            |          | Arny Freytag, Stephen Wayda   |           |
| Miss February  | Kimber West     | 23/05/1974 | Atlanta, Géorgie           |          | Stephen Wayda                 |           |
| Miss March     | Jennifer Miriam | 02/05/1972 | Oklahoma City, Oklahoma    |          | Stephen Wayda, Arny Freytag   |           |
| Miss April     | Kelly Monaco    | 23/05/1976 | Philadelphia, Pennsylvanie |          | Richard Fegley                |           |
| Miss May       | Lynn Thomas     | 21/01/1976 | Newport News, Virginie     |          | Richard Fegley, Pompeo Posar  |           |
| Miss June      | Carrie Stevens  | 01/05/1969 | Buffalo, New York          |          | Arny Freytag                  |           |
| Miss July      | Daphnée Duplaix | 18/08/1976 | Manhattan, New York        |          | Richard Fegley                |           |
| Miss August    | Kalin Olson     | 29/12/1975 | Hot Springs, Arkansas      |          | Arny Freytag, Stephen Wayda   |           |
| Miss September | Nikki Schieler  | 09/08/1971 | Norwalk, Californie        |          | Arny Freytag                  |           |
| Miss October   | Layla Roberts   | 22/10/1974 | Kealakekua Kona, Hawaï     |          | Stephen Wayda                 |           |
| Miss November  | Inga Drozdova   | 15/12/1975 | en Lituanie                |          | Arny Freytag                  |           |
| Miss December  | Karen McDougal  | 23/03/1971 | Gary, Indiana              |          | Richard Fegley, Stephen Wayda | PMOY 1998 |

Playmates de 1997
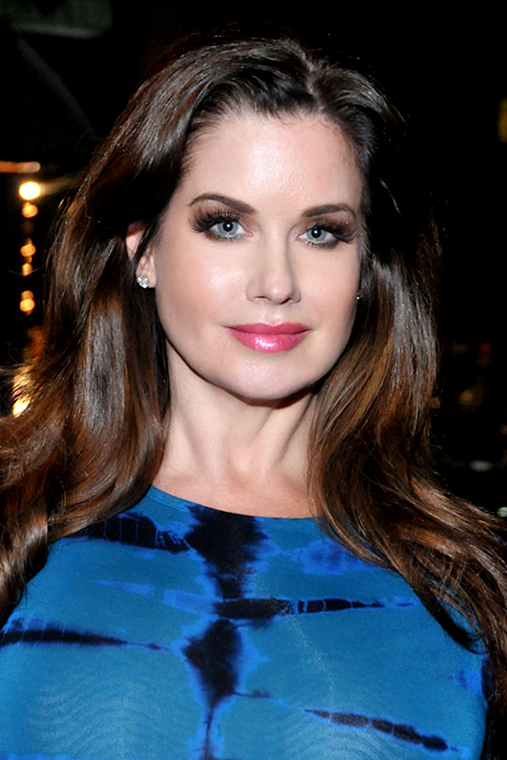
Carrie Stevens
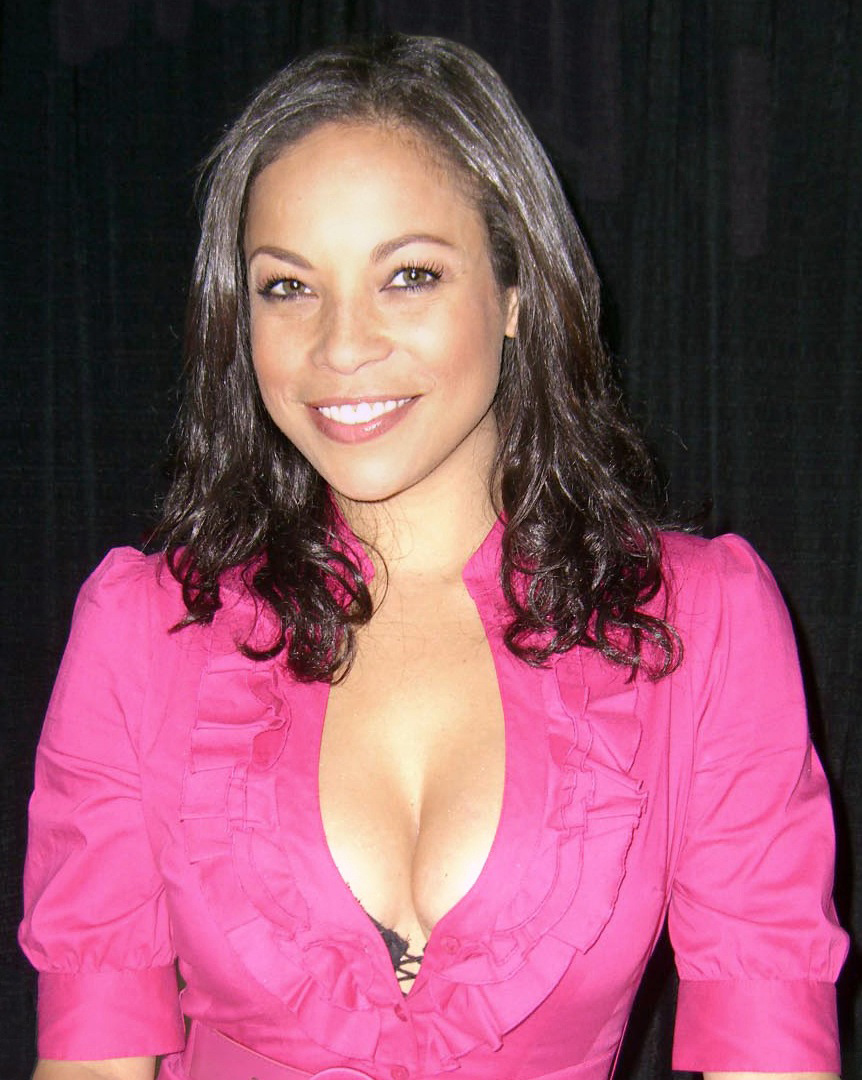
Daphnee Lynn Duplaix
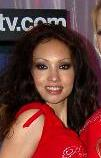
Linn Thomas
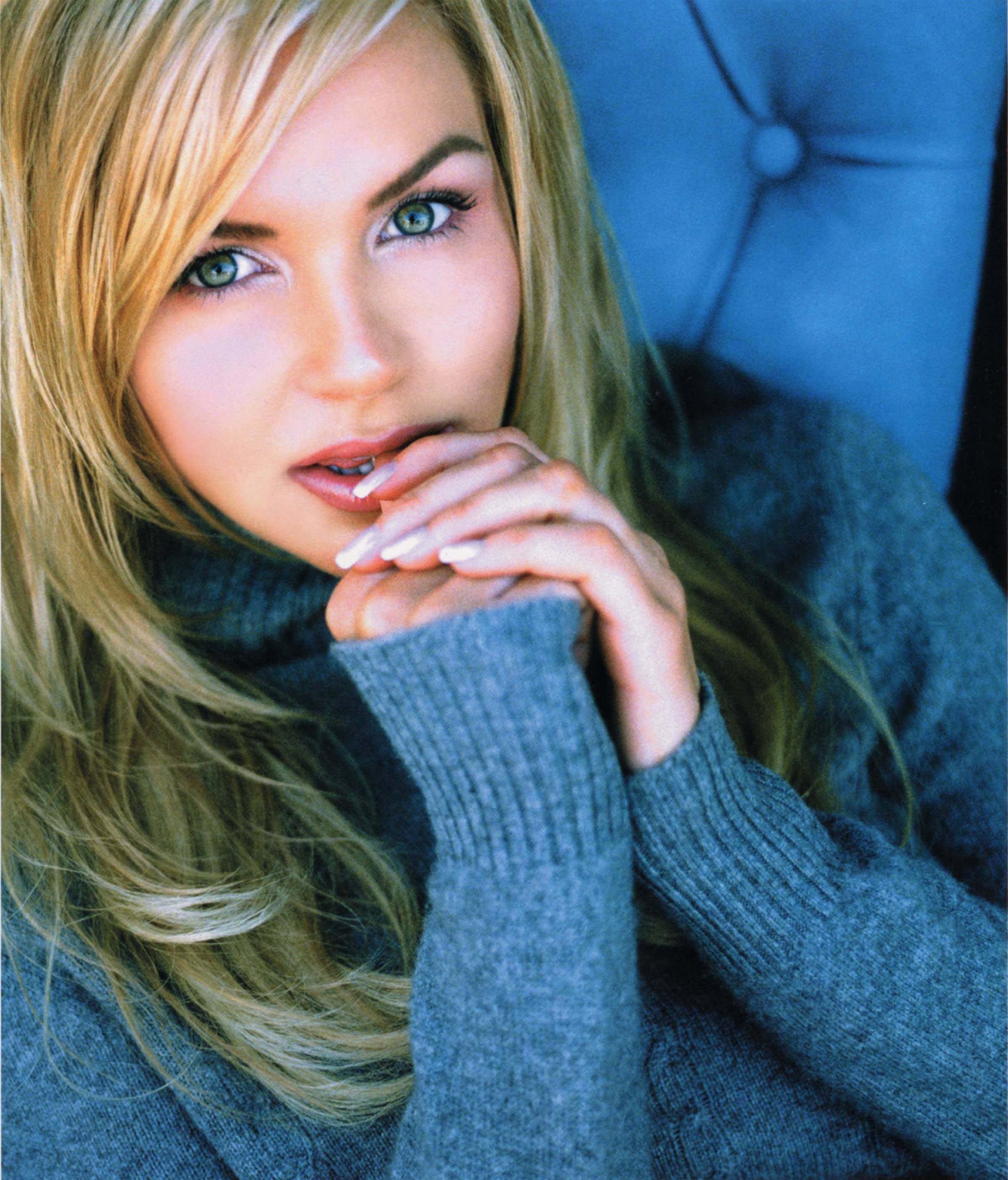
Nikki Schieler
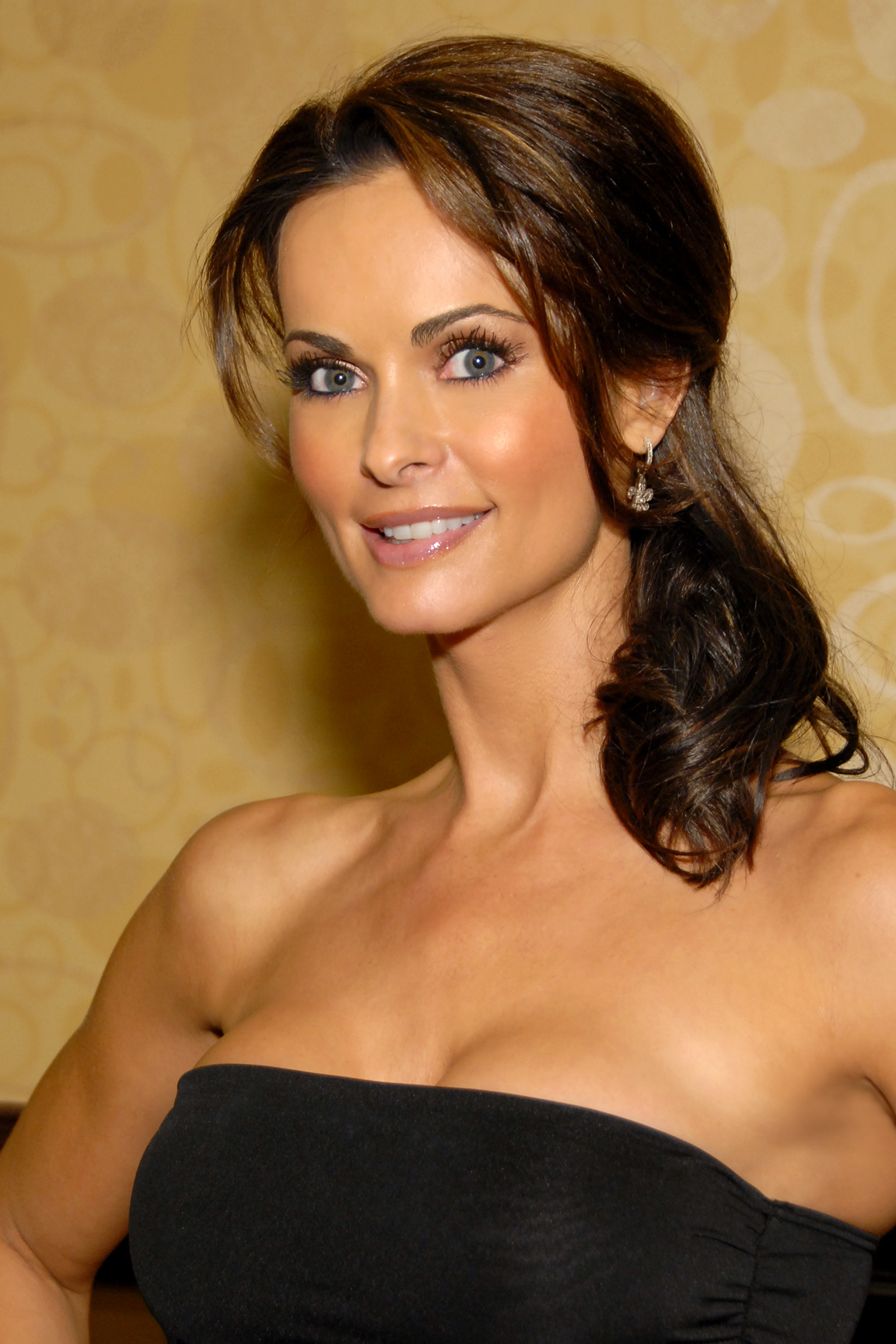
Karen McDougal

### 1998
Playmate of the Year : Karen McDougal, Miss December 1997
| Miss           | Playmate                    | Née le     | Lieu de naissance      | Décès le | Photos                      | Remarques |
| -------------- | --------------------------- | ---------- | ---------------------- | -------- | --------------------------- | --------- |
| Miss January   | Heather Kozar               | 04/05/1976 | Akron, Ohio            |          | Richard Fegley              | PMOY 1999 |
| Miss February  | Julia Schultz               | 15/06/1979 | San Diego, Californie  |          | Arny Freytag                |           |
| Miss March     | Marliece Andrada            | 22/08/1972 | Manteca, Californie    |          | Stephen Wayda               |           |
| Miss April     | Holly Hart                  | 10/11/1976 | Fort Hood, Texas       |          | Arny Freytag, Stephen Wayda |           |
| Miss May       | Deanna Brooks               | 30/04/1974 | Boulder City, Nevada   |          | Arny Freytag, Stephen Wayda |           |
| Miss June      | Maria Luisa Gil             | 16/12/1977 | à Cuba                 |          | Richard Fegley              |           |
| Miss July      | Lisa Dergan                 | 10/08/1970 | Corpus Christi, Texas  |          | Arny Freytag, Stephen Wayda |           |
| Miss August    | Angela Little               | 22/07/1972 | Albertville, Alabama   |          | Richard Fegley              |           |
| Miss September | Vanessa Gleason             | 31/08/1979 | San Diego, Californie  |          | Stephen Wayda               |           |
| Miss October   | Laura Cover                 | 06/05/1977 | Bucyrus, Ohio          |          | Arny Freytag                |           |
| Miss November  | Tiffany Taylor              | 17/07/1977 | Leesburg, Virginie     |          | Richard Fegley              |           |
| Miss December  | Erica, Jaclyn & Nicole Dahm | 12/12/1977 | Minneapolis, Minnesota |          | Richard Fegley              |           |

Playmates de 1998
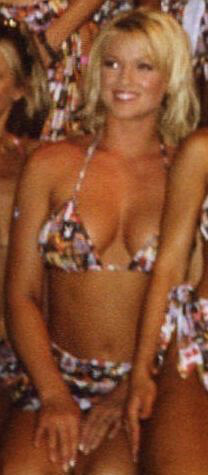
Heather Kozar
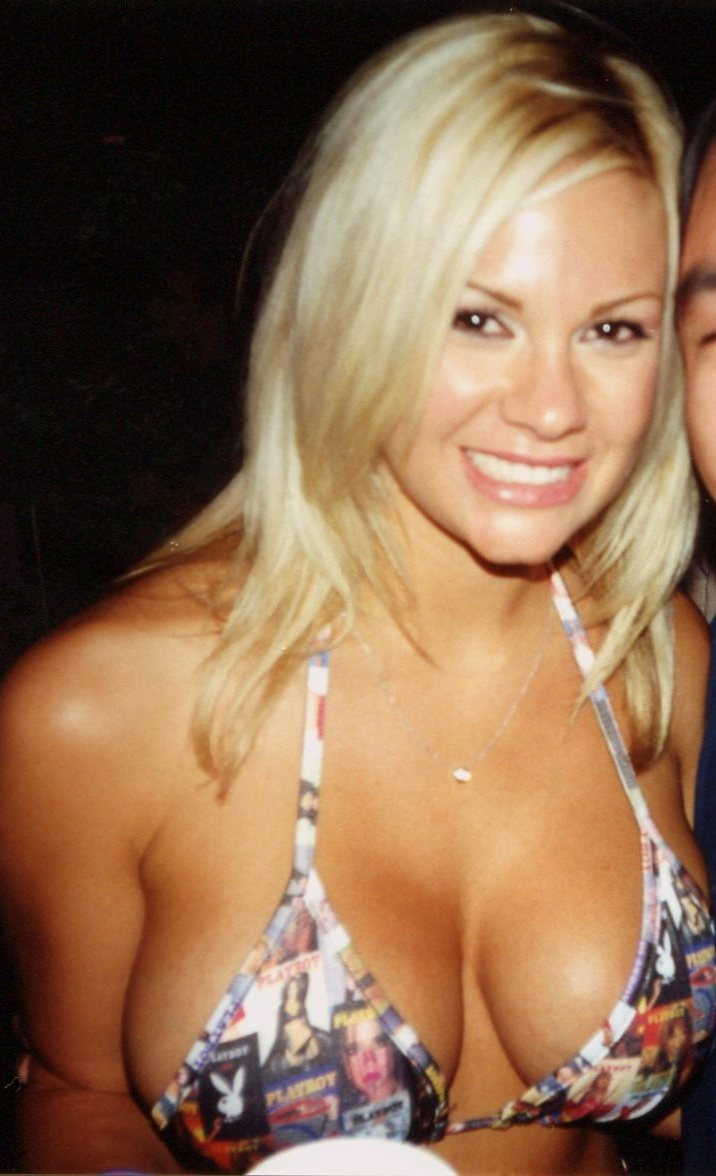
Julia Schultz
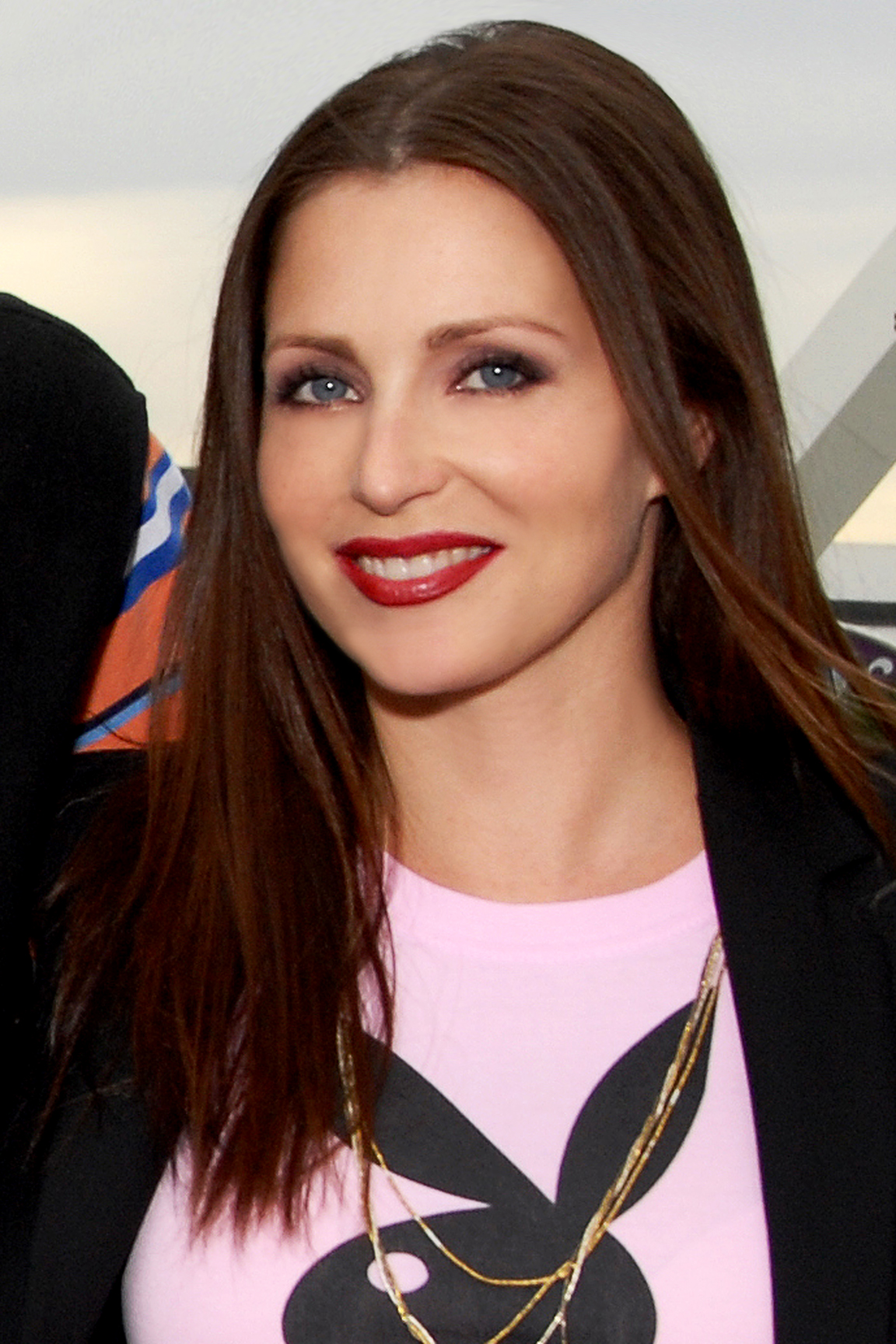
Deanna Brooks
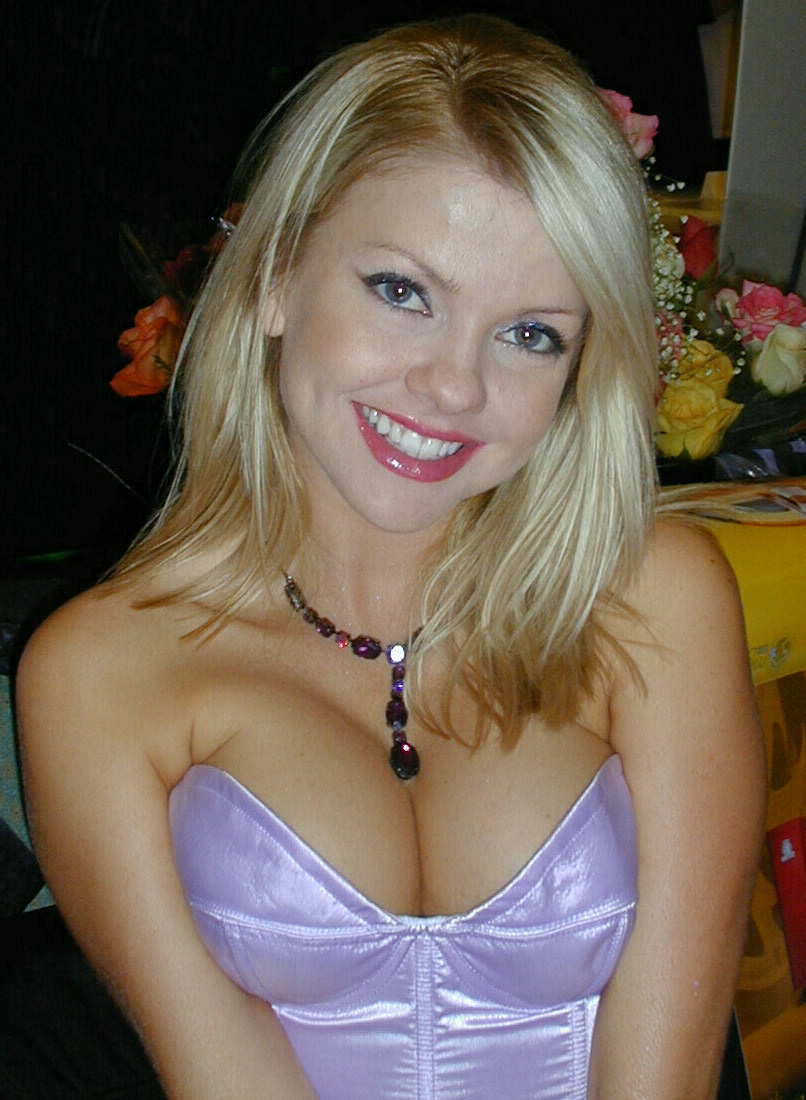
Angela Little
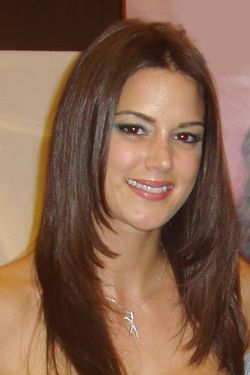
Tiffany Taylor
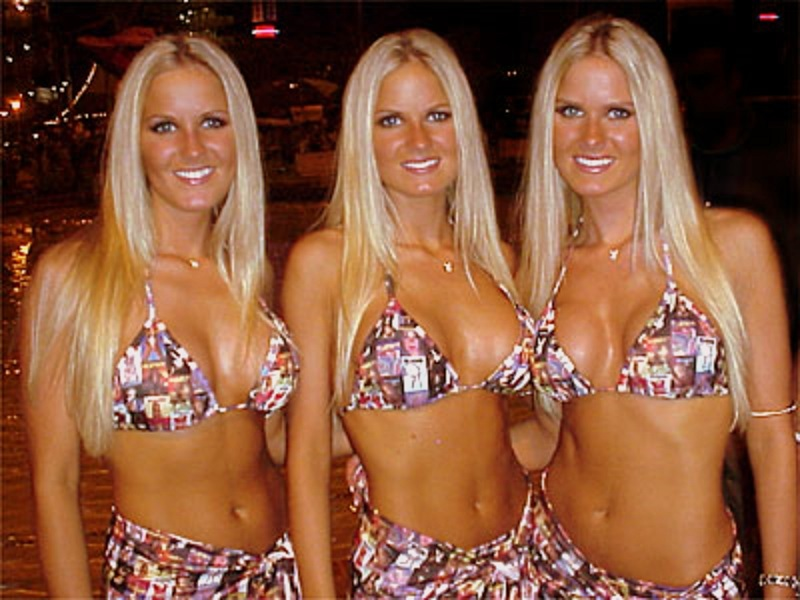
Erica, Jaclyn et Nicole Dahm

### 1999
Playmate of the Year : Heather Kozar, Miss January 1998
| Miss           | Playmate            | Née le     | Lieu de naissance     | Décès le | Photos                      | Remarques             |
| -------------- | ------------------- | ---------- | --------------------- | -------- | --------------------------- | --------------------- |
| Miss January   | Jaime Bergman       | 23/09/1975 | Salt Lake City, Utah  |          | Stephen Wayda               | Playmate anniversaire |
| Miss February  | Stacy Fuson         | 30/08/1978 | Tacoma, Washington    |          | Arny Freytag                |                       |
| Miss March     | Alexandria Karlsen  | 26/10/1978 | Mesa, Arizona         |          | Arny Freytag, Stephen Wayda |                       |
| Miss April     | Natalia Sokolova    | 15/10/1976 | Moscou, Russie        |          | Arny Freytag, Stephen Wayda |                       |
| Miss May       | Tishara Lee Cousino | 16/06/1978 | Las Vegas, Nevada     |          | Arny Freytag                |                       |
| Miss June      | Kimberly Spicer     | 17/01/1980 | Detroit, Michigan     |          | Richard Fegley              |                       |
| Miss July      | Jennifer Rovero     | 12/12/1978 | Austin, Texas         |          | Arny Freytag, Stephen Wayda |                       |
| Miss August    | Rebecca Scott       | 27/09/1972 | Kenosha, Wisconsin    |          | Stephen Wayda               |                       |
| Miss September | Kristi Cline        | 04/05/1980 | Lubbock, Texas        |          | Stephen Wayda               |                       |
| Miss October   | Jodi Ann Paterson   | 31/07/1975 | Balikpapan, Indonésie |          | Arny Freytag                | PMOY 2000             |
| Miss November  | Cara Wakelin        | 08/02/1977 | Melbourne, Australie  |          | Richard Fegley              |                       |
| Miss December  | Brooke Richards     | 17/10/1976 | York, Pennsylvanie    |          | Stephen Wayda               |                       |

Playmates de 1999
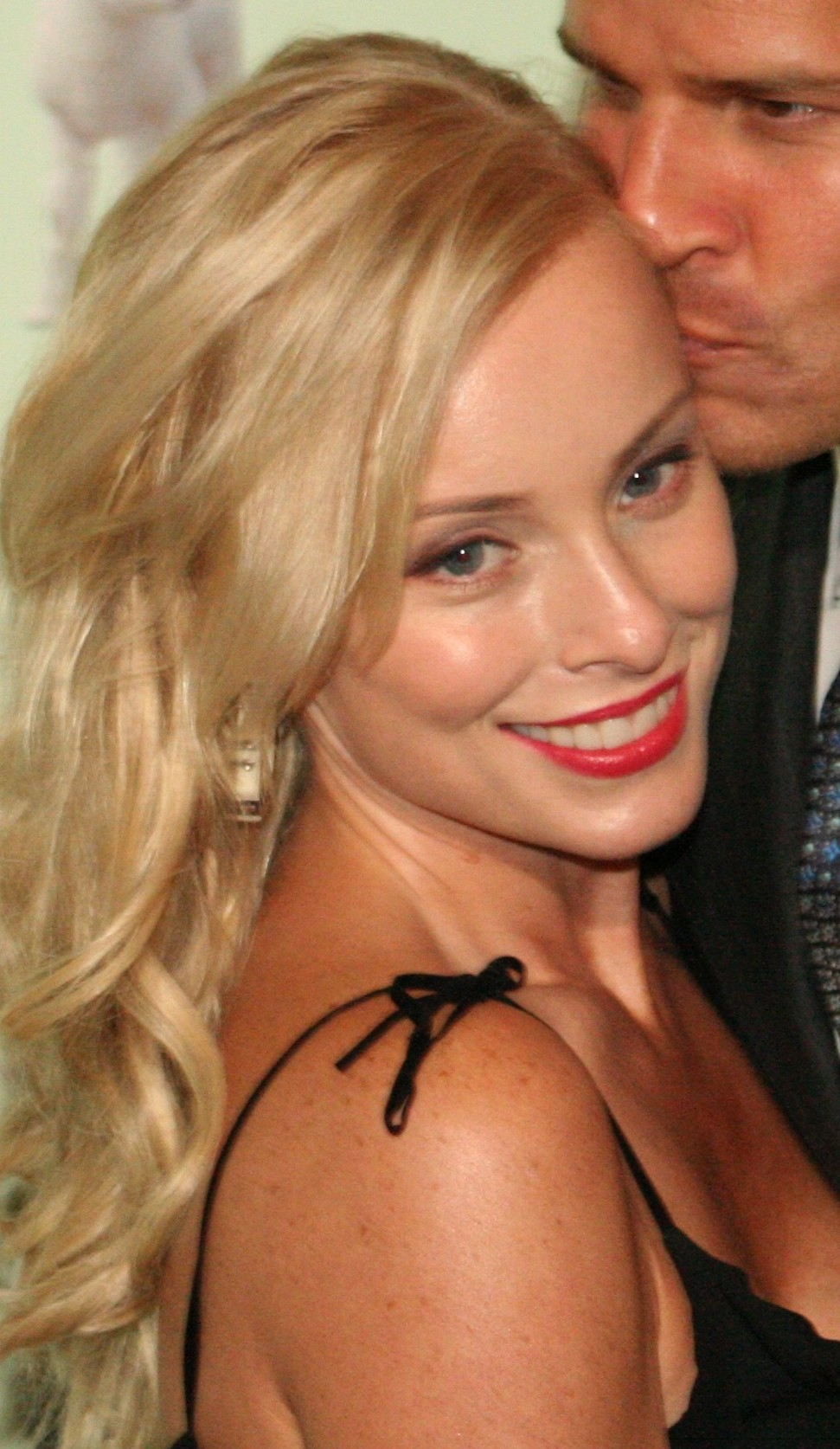
Jaime Bergman
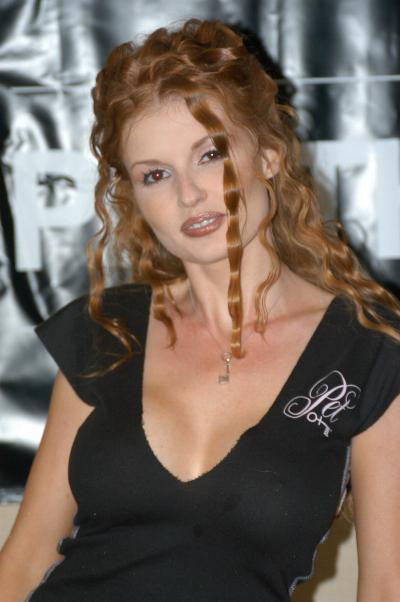
Alexandria Karlsen
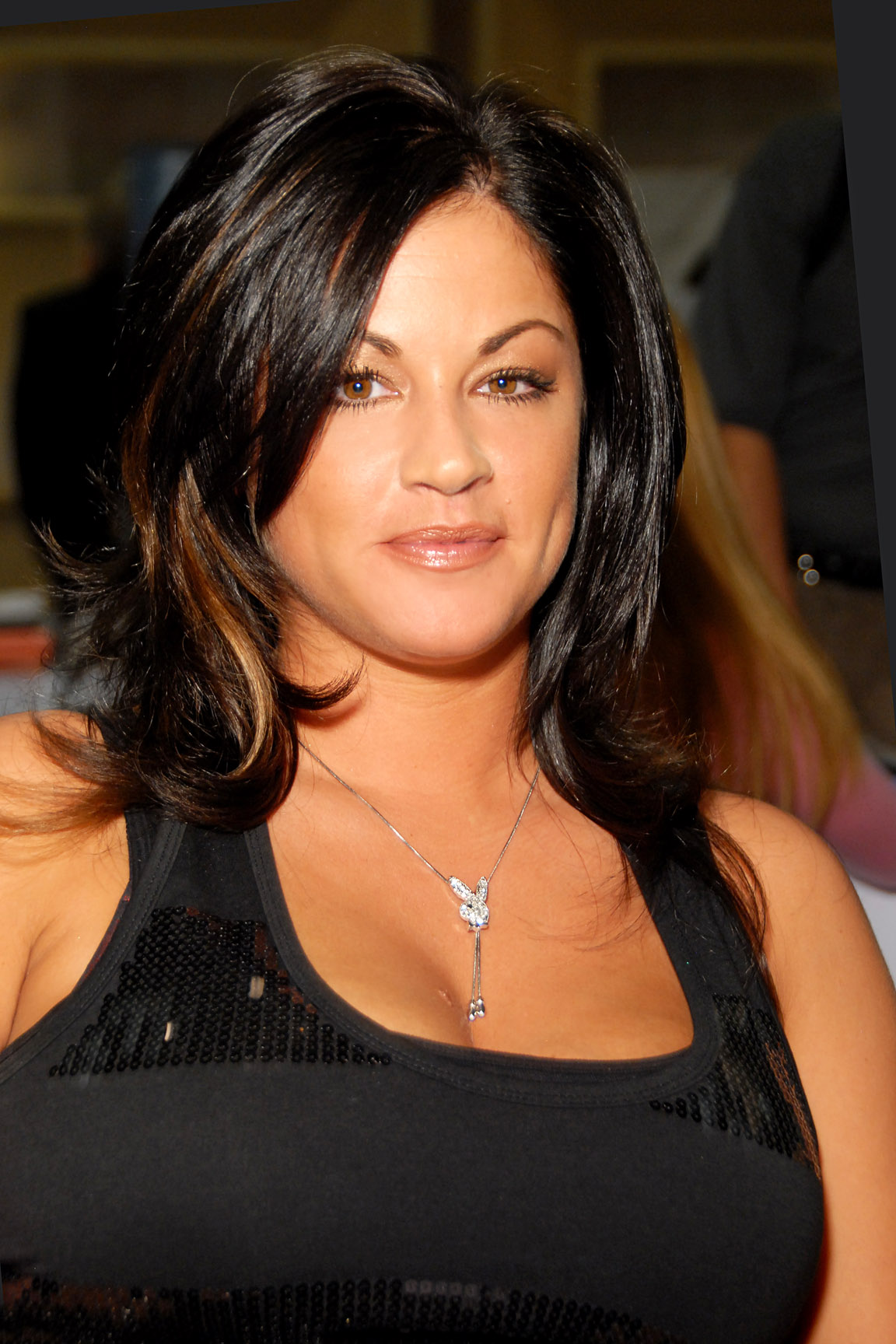
Kimberly Spicer
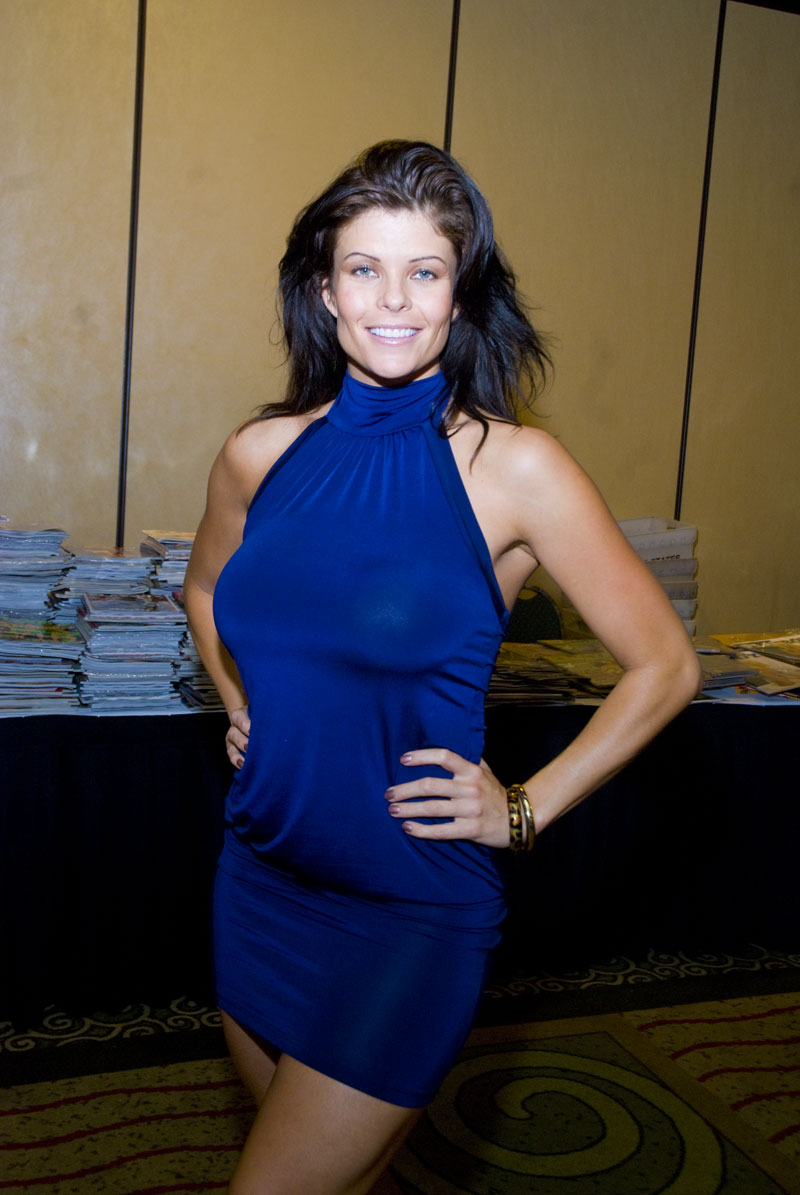
Rebecca Scott

## Sources
- (en) Répertoire des playmates par Peggy Wilkins
- (en) Référence des playmates décédées

## Fichiers externes
- Dépliants centraux des années 1990